# Roots (álbum de Gipsy Kings)
Roots é o décimo segundo álbum de estúdio da banda Gipsy Kings, lançado a 16 de Março de 2004.
O disco atingiu o nº 1 do Latin Pop, o nº 166 da Billboard 200, o nº 3 do Top Latin Albums e o nº 1 do Top World Music Albums.
| Críticas profissionais                                                      | Críticas profissionais |
| Avaliações da crítica                                                       | Avaliações da crítica  |
| Fonte                                                                       | Avaliação              |
| --------------------------------------------------------------------------- | ---------------------- |
| Allmusic                                                                    | [ 2 ]                  |
| Esta tabela precisa de ser acompanhada por texto em prosa. Consulte o guia. |                        |

## Faixas
Todas as músicas por Gipsy Kings, exceto onde anotado
1. "Aven, Aven" - 4:37
2. "Legende" - 4:12
3. "Fandango (Patchai)" - 1:29
4. "Bolerias" - 4:35
5. "Rhythmic" - 4:10
6. "Como Siento Yo" (Gipsy Kings, Padilla) - 3:21
7. "Amigo" - 3:44
8. "Tarantas" - 2:58
9. "Fandango (Nicolas)" - 2:39
10. "Boogie" - 3:23
11. "Nuages" (Reinhardt) - 3:07
12. "Como Ayer" - 3:24
13. "Soledad" - 5:56
14. "Tampa" - 3:06
15. "Hermanos" - 3:05
16. "Petite Noya" - 3:39

## Créditos
- Diego Baliardo - Palmas
- Paco Baliardo - Guitarra, palmas
- Tonino Baliardo - Guitarra, palmas
- Cyro Baptista - Percussão
- Greg Cohen - Baixo
- Garth Hudson - Acordeão
- Andre Reyes - Guitarra, vocals, vocal de apoio
- Canut Reyes - Guitarra, vocal
- Nicolás Reyes - Guitarra, vocals, palmas